# Melanie Paschkeová
Melanie Paschkeová (* 29. června 1970, Braunschweig, Dolní Sasko) je bývalá německá atletka, sprinterka.
V roce 1995 získala na světové letní univerziádě v japonské Fukuoce zlatou medaili v závodě na 100 metrů. Její nejúspěšnější sezónou byl rok 1998. V tomto roce získala zlatou (60 m) a stříbrnou medaili (200 m) na halovém mistrovství Evropy ve Valencii a stříbro (4 × 100 m) a bronz (200 m) na evropském šampionátu v Budapešti.
Atletickou kariéru ukončila v roce 2003.